# Большой Вьяс
Большой Вьяс — село в Лунинском районе Пензенской области России, центр Большевьясского сельсовета.

## География
Село расположено в 32 км к северо-востоку от районного центра Лунино, на реке Вьяс, недалеко от её впадения в Суру, рядом с лесным массивом. Площадь села 530 га.

## История
Основано около 1665 года на солдатских и казачьих землях. После перевода служилых людей в связи с Азовскими походами Петра Первого в 1719 году – вотчина графа Гаврилы Ивановича Головкина. В 1747 – село Шукшинского стана Пензенского уезда графа Гаврилы Ивановича Головкина, 1049 ревизских душ, многие – переведенцы из подмосковных деревень
С 1780 года село входило в состав Саранского уезда Пензенской губернии. В 1795 году было за тем же графом и его родственниками 353 двора, 2 церкви (Козьмы и Дамиана и Рождества Пресвятой Богородицы), село занимало площадь 247 десятин, проходили еженедельные торги. В середине 19 века осталась одна церковь, но при нем числилась Владимирская Богородицкая пустынь с тремя церквами (монастырь закрыт в начале 20 века). В 1774 году через село проходили войска Е.И. Пугачева. В начале XIX века в селе богатое имение графа Ивана Степановича Лаваля (1761-1846), француза, бежавшего в Россию в годы Великой Французской революции и ставшего в России тайным советником, камергером императорского двора. У него и его жены Александры Григорьевны (урожденной Козицкой) были дети Владимир (1804-1825), Екатерина (1802-1854) – замужем за известным декабристом Сергеем Петровичем Трубецким и первой из жен декабристов последовала за мужем в сибирскую каторгу и ссылку, Зинаида (была замужем за графом Лебцельтерном, умерла в 1873) и Софья – в замужестве Борх (1809-1871). В 1864 году в Большом Вьясе показаны ярмарка, базар, 4 поташных завода. В 1877 году насчитывалось 322 двора, 6 лавок, 4 постоялых двора, имелись пристань, винокуренный завод, паровая мельница, лесопильня, 4 синильни, базар, 3 ярмарки в год, земская школа. Недостаток пахотных земель и пастбищ вынуждал крестьян искать побочные заработки. В первой половине 19 века в селе производились в большом количестве и высокого качества деревянные изделия на продажу. В середине 19 века только деревянной посуды выделывалось до 10 тыс. штук на сумму 6 тыс. рублей (Савин, с.25).
В 1912 – центр Большевьясской волости Пензенского уезда.
С 25 января 1935 по 12 октября 1959 года – административный центр Большевьясского района (с 1939 года - в Пензенской области). В это время село достигло максимальных размеров, насчитывалось около 800 дворов, ряд производств, 12 магазинов и других объектов.
В 1955 в составе Большевьясского сельсовета показаны колхозы имени Сталина, имени Куйбышева, «Правда» и имени Дзержинского. Убыль населения и упадок села начался в 1960-е годы после ликвидации района.
На 1 января 1993 промышленность связана с деревообработкой. Механизированный лесхоз (569 работающих) изготавливает пиломатериал, шилевку, кряжи, срубы жилых домов, садовые домики, сани, дровни и другое. Пенькозавод (55 работающих) выделывает пеньковолокно, паклю. Передвижная механизированная колонна (40 чел.) ведет строительство и ремонт зданий и сооружений местного значения. Ремстройучасток быта крестьянско-фермерского хозяйства «Росток» (50 чел.) изготавливает комплекты щитовых домов, срубы, дачные домики, оконные и дверные блоки, кирпич и другое. Колхоз «Победа» (335 работающих) – многоотраслевое хозяйство, 1998 голов крупного рогатого скота, 2293 овцы. 5 крестьянских (фермерских) хозяйств. В личном хозяйстве граждан 264 коровы, 235 овец, 540 коз, 355 свиней. Средняя школа и неполная средняя школа, в них 264 учащихся. При средней школе – музей истории села. Вспомогательная школа-интернат. Дом культуры, 2 библиотеки (28,6 тыс. экз. книг). Участковая больница на 50 коек, аптека, 9 врачей, 27 человек среднего медицинского персонала. Дом быта, 9 магазинов, столовая.

## Население
Динамика численности населения села:
| Год             | 1748  | 1864  | 1897  | 1926  | 1939  | 1959  | 1970  | 1979  | 1989  | 2004  |
| --------------- | ----- | ----- | ----- | ----- | ----- | ----- | ----- | ----- | ----- | ----- |
| Население, чел. | 2 098 | 2 040 | 3 020 | 4 015 | 4 459 | 3 664 | 2 780 | 2 405 | 2 022 | 1 747 |

## Достопримечательности
В селе действующая Козьмодемьянская церковь (памятник архитектуры, 1830 год). Мемориал «скорбящая мать» в память воинов-земляков, погибших в годы Великой Отечественной войны.
Сохранились остатки монастырского комплекса (памятник архитектуры начала 18 – начала 20 века): бывший собор Владимирской Божьей Матери (1853–1863), трапезная с келарней и хлебопекарней (1905), настоятельский корпус (1862), кельи (вторая половина 19 века), хозяйственная постройка (начало 20 века); все постройки каменные.

## Известные уроженцы
- Леонид Кузьмич Кузнецов (1921—1987) — Герой Советского Союза, лейтенант, заместителя командира штурмовой эскадрильи.
- Николай Панфилович Хазов (1913—1991) — Герой Советского Союза, гвардии полковник, командир 172-го гвардейского стрелкового полка, отличившегося в заключительных боях Великой Отечественной войны на территории Польши и Германии.
- Геннадий Алексеевич Ягодин (1927—2015) — председатель Государственного комитета СССР по народному образованию (1988—1991), доктор химических наук, академик РАО.